# Tinashe
Tinashe Jorgenson Kachingwe, född 6 februari 1993, mer känd som Tinashe, är en amerikansk sångerska, låtskrivare, musikproducent, dansare och skådespelerska.
Mellan 2007 och 2011 var Tinashe medlem i tjejgruppen The Stunners.

## Diskografi
- Aquarius (2014)
- Nightride (2016)
- Joyride (2018)
- Songs for You (2019)
- 333 (2021)